# Hilda Ringvall
Hilda Amanda Amalia Ringvall, född den 11 oktober 1845 i Stockholm, död där den 16 maj 1871, var en svensk skådespelare. Hennes föräldrar var oboisten Per Olof Regal och Lovisa Ringvall.
Ringvall var anställd hos Anders Selinder åren 1857-1865. I början av anställningen kallade hon sig Regal efter sin fader, men bytte snart till Ringvall. Hon var aktiv vid Dramaten i Stockholm från den 1 juli 1865 till sin död. Bland hennes roller märks Marianne i Tartuffe, Ellen i Så kallad ungdom, Magnhild i Bröllopet på Ulfåsa och friherrinnan Hjelm i Blommor i drifbänk.